# Spirobolus fomosus
Spirobolus fomosus är en mångfotingart som beskrevs av Porath 1872. Spirobolus fomosus ingår i släktet Spirobolus och familjen Spirobolidae. Inga underarter finns listade i Catalogue of Life.